# Modà
I Modà sono un gruppo musicale pop rock italiano formatosi a Milano nel 2002.  
Capitanati dal cantautore Francesco Silvestre (detto Kekko) che scrive testi e musiche del gruppo, sono l'unica band italiana della storia ad aver ottenuto il disco di diamante - massimo riconoscimento per la musica in Italia - e con i loro lavori hanno venduto più di 2 milioni di copie. Dopo aver pubblicato tre album di discreto successo e aver partecipato con il brano Riesci a innamorarmi al Festival di Sanremo 2005, nel 2011 la band sale alla ribalta con l'album Viva i romantici che vende oltre 450 000 copie in Italia trascinata dai singoli di successo La notte, Sono già solo e Come un pittore, quest'ultimo in duetto con Pau Donés dei Jarabe de Palo.

## Storia

### Gli inizi (2000-2003)
Agli inizi degli anni 2000, a Cassina de' Pecchi, comune in provincia di Milano, il cantante Francesco "Kekko" Silvestre decide di formare un gruppo con i musicisti Matteo "Tino" Alberti ed Enrico Palmosi. Sotto il nome di "Pop Doc", il gruppo comincia quindi a esibirsi in alcuni locali del nord Italia. Silvestre decide successivamente di cambiare il nome del gruppo in "Modà", ispirandosi al nome di una discoteca a Erba. Palmosi decide di non esibirsi ai concerti insieme al gruppo, ma di assistere Silvestre in veste di arrangiatore e coautore dei brani. Alla formazione si aggiungono poi il chitarrista Diego Arrigoni, il bassista Stefano Forcella e il batterista Manuel Signoretto.
Con la nuova formazione pubblicano, nel 2003, l'EP a tiratura limitata dal titolo Via d'uscita, registrato con la collaborazione di Alberto Cutolo presso i MassiveArtStudios di Milano. L'EP, contenente 6 brani, viene commercializzato nel nord Italia, principalmente nei comuni limitrofi all'est dell'hinterland milanese. Dopo un'intensa attività live, verso la fine del 2003 vengono notati all'Indian Saloon di Bresso (MI) da Marco Sfratato, un direttore artistico, che li fa esibire nel loro primo passaggio televisivo a un programma dal titolo Con tutto il cuore, su Rai 1, con una prima versione di Ti amo veramente, brano che diventerà il singolo trainante dell'omonimo primo album.

### Il primo albumTi amo veramentee Sanremo (2004-2005)
All'inizio del 2004, con l'aiuto di Marco Sfratato, ottengono il loro primo contratto discografico con la New Music di Pippo Landro, a cui segue la pubblicazione del primo singolo Ti amo veramente. Nell'ottobre del 2004 pubblicano il primo album, Ti amo veramente, accompagnato dal singolo Dimmi che non hai paura. I successivi concerti promozionali nelle piazze italiane permettono ai Modà di farsi conoscere da un pubblico più vasto e di entrare nelle classifiche di vendita. Nel 2005 partecipano al Festival di Sanremo nella sezione "Giovani" con il brano Riesci a innamorarmi; nonostante l'eliminazione alla prima serata, ottengono buoni consensi di critica e diversi passaggi radiotelevisivi. Viene stampata una seconda edizione dell'album Ti amo veramente, con l'aggiunta del brano sanremese. Nell'agosto dello stesso anno partecipano alla Giornata Mondiale della Gioventù 2005, tenutasi a Colonia; il concerto vede la prima esibizione del brano Nuvole di rock. Alla fine del 2005, in seguito al divorzio con la New Music, firmano un contratto con l'etichetta Around the Music. Successivamente Paolo Bovi lascia il ruolo di tastierista, pur continuando a seguire il gruppo come fonico.

### Quello che non ti ho dettoeSala d'attesa(2006-2008)
Il 12 maggio 2006 lanciano il singolo Quello che non ti ho detto (Scusami), che ottiene un ottimo successo sia radiofonico che di vendite. Il videoclip, diretto da Gaetano Morbioli, viene girato in una villa del veronese e trasmesso dai più importanti network musicali. Il 29 settembre dello stesso anno pubblicano il loro secondo lavoro in studio, dal titolo Quello che non ti ho detto.
Il 20 ottobre esce in radio il secondo singolo Malinconico a metà, che ottiene un discreto successo radiofonico, anche se i risultati sono inferiori al precedente. Successivamente la band pubblica come terzo singolo il brano Grazie gente, del quale è stato montato un videoclip dagli stessi componenti della band, con le immagini più importanti ed emozionanti della loro attività dal vivo.

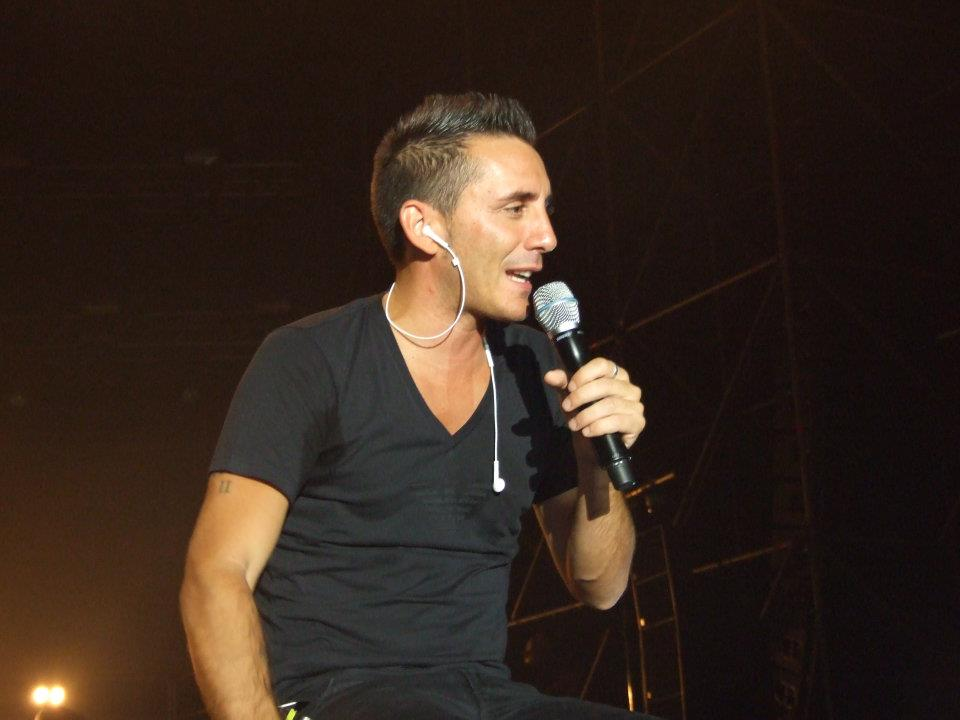
Kekko Silvestre in concerto con i Modà nel 2011

Nel 2007 i Modà entrano in studio per le registrazioni del nuovo disco, ma durante la lavorazione due componenti storici della band, il chitarrista "Tino" e il batterista Manuel Signoretto, abbandonano il gruppo. Il cantante e leader del gruppo Kekko Silvestre decide di non sciogliere i Modà e proseguire l'attività musicale insieme al bassista Stefano Forcella, al chitarrista solista Diego Arrigoni e a due nuovi strumentisti: il chitarrista Enrico Zapparoli e il batterista Claudio Dirani.
L'11 aprile 2008 esce nelle radio il singolo Sarò sincero, primo brano estratto dal terzo disco pubblicato a maggio e dal titolo Sala d'attesa. Subito dopo l'uscita del disco inizia il Sala d'attesa Live Tour, che vede i Modà protagonisti su oltre 50 palchi in tutta l'Italia. Successivamente viene estratto dallo stesso album il secondo singolo Meschina.

### Il successo conViva i romantici(2009-2012)
Nell'estate del 2009 i Modà conoscono il manager nonché presidente della radio RTL 102.5 Lorenzo Suraci, e appoggiandosi all'etichetta discografica Carosello pubblicano il nuovo singolo Timida. Nel frattempo si preparano per un nuovo tour e la produzione del quarto album, dal titolo Viva i romantici (che si aggiudica il premio Lunezia Pop-Rock). Il 12 marzo 2010 esce il nuovo singolo estratto dal nuovo album, Sono già solo, che diventa un successo radiofonico e raggiunge il secondo posto della Top Singoli.
L'8 ottobre 2010 viene pubblicato il singolo intitolato La notte. Anch'esso diventa un successo radiofonico e debutta alla settima posizione della Top Singoli per poi raggiungere successivamente la seconda posizione. Visto il successo del gruppo, il 26 ottobre 2010, la New Music (prima casa discografica dei Modà) mette in commercio un cofanetto CD+DVD dal titolo Le origini, il quale non è altro che la riproposta dell'album Ti amo veramente con l'aggiunta di tracce live e montaggi in DVD di varie esibizioni televisive e radiofoniche.
Tale disco, pur non essendo stato mai autorizzato dai Modà, debutta alla tredicesima posizione della Classifica FIMI Album. Nel frattempo viene formata l'etichetta discografica Ultrasuoni, che vede la fusione discografica dei tre network radiofonici più noti d'Italia: Radio Italia, RTL 102.5 (Baraonda Edizioni Musicali) e RDS con cui la band firma un contratto. Il 20 dicembre 2010 viene confermata la presenza del gruppo al 61º Festival di Sanremo nella categoria Artisti con il brano Arriverà, cantato in collaborazione con Emma.
La canzone si classifica al secondo posto, superata dal brano di Roberto Vecchioni che riceverà l'8% di voti in più, ma si rivela la canzone di maggior successo dell'edizione del festival raggiungendo la prima posizione della Top Singoli e venendo certificata multiplatino. Contestualmente alla loro partecipazione al Festival, il 16 febbraio 2011 viene pubblicato il quinto album Viva i romantici, che raggiunge la prima posizione della classifica italiana degli album più venduti (mantenendola per 5 settimane consecutive), per Ultrasuoni con la distribuzione Artist First. L'album determina il momento di maggior successo della band e riesce a raggiungere il disco di diamante, massimo riconoscimento in Italia, con oltre 480 000 copie vendute.
Il 2 maggio 2011, insieme a Gianni Morandi e Roberto Vecchioni, prendono parte come ospiti al programma televisivo musicale Due. Successivamente dall'album vengono estratti i singoli Vittima! e Salvami (traccia molto sentita dal cantante, in quanto scritta in un momento di sconforto, che rappresenta un dialogo tra lui e Dio). Il 18 novembre 2011 viene pubblicato il singolo Tappeto di fragole. In seguito esce Viva i romantici - Il sogno, un cofanetto contenente il CD Viva i romantici più l'inedito Anche stasera e il DVD del concerto sold out del 3 ottobre 2011. Nel 2012 viene pubblicato il singolo Come un pittore, un duetto con i Jarabedepalo. Questo singolo è stato inciso nella versione italiana, nella versione spagnola e anche nella versione italo-spagnola, e ottiene un grande successo a livello nazionale diventando triplo disco di platino e il brano più venduto dei Modà.

### La riconferma conGioiae il primo album dal vivo (2013-2014)

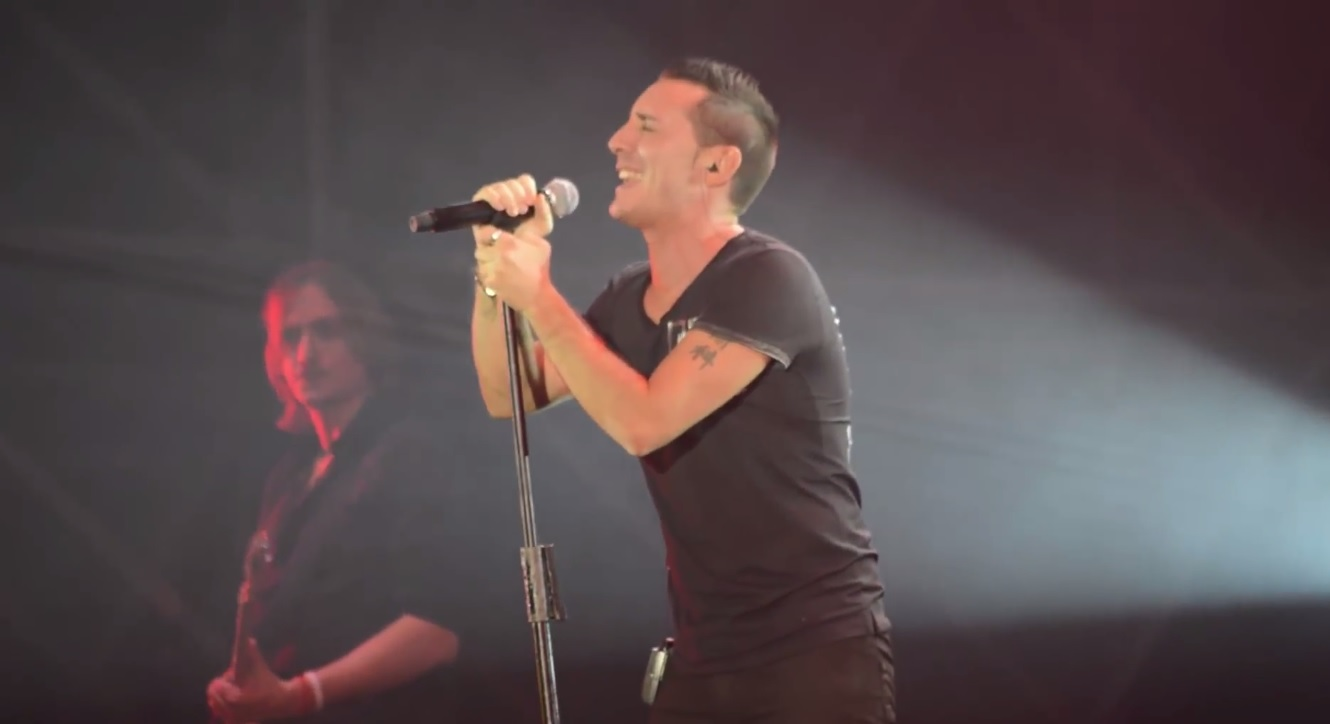
I Modà in concerto a Cagliari nel 2014

Nel 2013 partecipano al 63º Festival di Sanremo, classificandosi al terzo posto con il brano Se si potesse non morire. Il 14 febbraio dello stesso anno esce il nuovo album Gioia, che vede la partecipazione, come in Quello che non ti ho detto, del direttore d'orchestra Charles Burgi. Se si potesse non morire è il brano principale della colonna sonora del film Bianca come il latte, rossa come il sangue, uscito il 4 aprile 2013. Il video stesso del singolo, oltre alla presenza dei Modà, contiene scene del film. Il secondo singolo estratto è la title track Gioia che viene presentata in anteprima durante un'ospitata della band nel serale della dodicesima edizione di Amici di Maria De Filippi. Il 30 marzo parte da Rimini il tour.
A maggio vengono nominati nella categoria "Best band" in occasione degli MTV Italia Awards 2013. Nel luglio 2013 esce il terzo singolo estratto dall'album, Dimmelo, e ad ottobre riprendono il tour. Nello stesso mese esce il singolo Non è mai abbastanza, quarto estratto. Il 19 novembre 2013 uscirà la nuova edizione di Gioia, intitolata Gioia... non è mai abbastanza!, che conterrà le stesse tracce con in più Dove è sempre sole, realizzato in duetto con Pau Donés dei Jarabedepalo e successivamente pubblicato come singolo, e Cuore e vento, in duetto con i Tazenda.
Nel gennaio 2014 Paolo Bovi, fonico live, cofondatore ed ex tastierista della band, è stato messo agli arresti domiciliari con l'accusa di molestie sessuali nei confronti di quattro minorenni, avvenute a partire dal 2011 in un oratorio di Milano dove svolgeva il ruolo di animatore. L'uomo, uscito dal gruppo nel 2006, ha patteggiato in seguito una pena a 5 anni e mezzo.
Nel marzo 2014 viene utilizzato il brano La notte per la colonna sonora di Amici come noi, film diretto da Enrico Lando in cui compare anche il gruppo in un ruolo minore. Nello stesso mese i Modà partono in tour per esibirsi in sette città europee e a New York, mentre si esibiscono per la prima volta negli stadi a luglio dello stesso anno, allo stadio Olimpico a Roma l'11 e allo stadio Giuseppe Meazza a Milano il 19. Intanto il 27 maggio 2014 viene pubblicata una seconda raccolta del gruppo, questa volta dalla Sony, intitolata Best - I primi grandi successi, e in agosto esce come singolo Cuore e vento con i Tazenda, accompagnato da un video musicale tratto dal concerto al Meazza del 19 luglio.
Il 6 settembre 2014 viene mandato in onda su Canale 5 il concerto dei Modà del 19 luglio 2014 a Milano, che viene successivamente rimontato con l'aggiunta di ulteriori scene e interviste dal backstage per realizzare un film concerto che esce per due giorni a partire dall'11 novembre nelle principali sale italiane con il titolo Come in un film - Un sogno che diventerà realtà.
Sempre lo stesso giorno viene pubblicato 2004-2014 - L'originale, un CD/DVD contenente le tracce dello stesso concerto e la versione in duetto con Emma di Come in un film, brano originariamente contenuto in Gioia.

### Passione maledettae la pausa dalle scene (2015-2016)
Nel maggio 2015 Kekko Silvestre annuncia con una foto su Instagram il titolo del nuovo album di inediti dei Modà, Passione maledetta. In un'intervista a TGcom24, un mese più tardi, il cantante dichiara che il 7 settembre la band entrerà in studio per registrare il disco, già pre-prodotto.
Il singolo E non c'è mai una fine anticipa il sesto album in studio del gruppo, poi pubblicato il 27 novembre 2015 dall'etichetta Ultrasuoni. Di grande successo nazionale come i precedenti due, il disco viene in seguito promosso dai singoli È solo colpa mia e l'omonimo Passione maledetta, che non ottengono però la stessa accoglienza radiofonica dei singoli di maggior successo degli album precedenti.
L'album viene promosso nel giugno 2016 da tre concerti, con una doppia data allo stadio Giuseppe Meazza di Milano, una all'Arena Sant'Elia di Cagliari con i Tazenda e a novembre e dicembre dello stesso anno da un tour nei palasport italiani.
Nel novembre 2016 viene annunciata l'uscita di una riedizione dell'album, denominata Passione maledetta 2.0, comprensiva di dieci brani inediti, tra cui i singoli Piove ormai da tre giorni e Odiami.
L'ultima tappa del Passione Maledetta Tour si tiene a Torino, e successivamente, durante i Music Awards a Verona, il gruppo annuncia una pausa temporanea dall'attività musicale.

### Il ritorno conTesta o croceeBuona fortuna(2019-2022)
Dopo quattro anni dall'ultimo disco, il 4 ottobre 2019 i Modà pubblicano il settimo album Testa o croce, anticipato dall'uscita dei singoli Quel sorriso in volto, uscito il 21 giugno e Quelli come me, pubblicato il 30 agosto. Il gruppo, in seguito alla separazione con il manager Lorenzo Suraci, intanto passa dall'etichetta Ultrasuoni, che rappresentava le emittenti Radio Italia, RDS ed RTL 102.5, alla casa discografica indipendente Friends and Partners, e ciò causa una diminuzione dei passaggi radiofonici dei nuovi lavori del gruppo, iniziata secondo il frontman Silvestre già negli anni precedenti.
Dopo l'uscita del disco viene lanciato il Testa o croce Tour, partito il 26 novembre da Jesolo e proseguito nei principali palasport italiani; la seconda parte della tournée, originariamente programmata da marzo 2020, è stata posticipata al 2022 a causa della pandemia di COVID-19.
Il 13 novembre 2020 il gruppo pubblica una riedizione di Testa o croce caratterizzata da quattro nuovi inediti.
Il 12 novembre 2021 esce l'EP Buona fortuna (parte prima), composto da sei brani, tra cui il singolo Comincia lo show. Il 22 aprile 2022 il gruppo pubblica la seconda parte dell’album nell’EP Buona fortuna (parte seconda), anticipato dal singolo In tutto l'universo, al quale segue il Buona fortuna Tour, ovvero il recupero della tournée rimandata nel 2020, con tappa all’Arena di Verona.

### I 20 anni di carriera e la partecipazione a Sanremo (2023-presente)

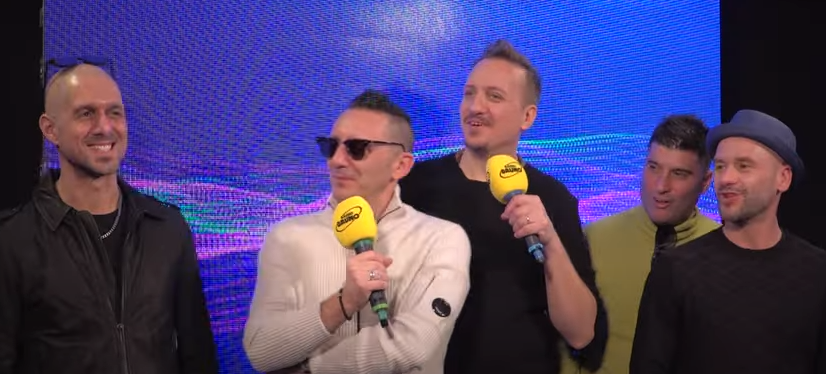
I Modà intervistati da Radio Bruno durante la partecipazione al Festival di Sanremo 2023

A settembre 2022 il frontman Kekko Silvestre riceve il premio SIAE durante i Wind Music Awards a Verona. Ad ottobre 2022 la band annuncia un tour nei teatri italiani, in cui saranno accompagnati da un’orchestra, in occasione dei loro 20 anni di carriera e dei 10 anni dall’album Gioia. Il tour comprende 40 date, più il finale all'Arena di Verona a settembre 2023.
L'11 novembre esce Buona fortuna (parte terza), album contenente tutti i brani dei precedenti EP omonimi e quattro nuovi inediti, di cui un duetto con i Tazenda.
A febbraio 2023 il gruppo prende parte al 73º Festival di Sanremo, dopo dieci anni dall'ultima partecipazione, con la il brano Lasciami. Durante la serata dedicata alle cover duettano con Le Vibrazioni cantando il brano Vieni da me. Chiudono la kermesse classificandosi all'undicesimo posto.
Dopo un breve periodo di pausa Kekko Silvestre annuncia, attraverso un'intervista in diretta su RTL 102.5, il ritorno sulle scene con La notte dei romantici, un concerto-evento previsto per il 12 giugno 2025, che segna il ritorno della band allo stadio Giuseppe Meazza di Milano dopo nove anni. Il gruppo, nel frattempo, si riconcilia con l'ex manager Lorenzo Suraci e firma un contratto con la major discografica Warner Music.
Nel febbraio 2025 hanno partecipato al 75º Festival di Sanremo con il brano Non ti dimentico, classificatosi al ventiduesimo posto al termine della manifestazione. Il 14 febbraio, nella quarta serata dedicata alle cover, hanno duettato con Francesco Renga cantando il brano Angelo, classificatosi al diciottesimo posto. Nello stesso giorno è stato pubblicato il loro nono album in studio 8 canzoni, da cui sono stati estratti i brani Lasciami, Il foglietto col tuo nome e Non ti dimentico.

## Formazione

### Formazione attuale
- Kekko Silvestre – voce, pianoforte (2002-presente)
- Enrico Zapparoli – chitarra acustica ed elettrica (2008-presente)
- Diego Arrigoni – chitarra elettrica (2002-presente)
- Stefano Forcella – basso (2002-presente)
- Claudio Dirani – batteria (2008-presente)
- Nicola Nite – chitarra acustica e cori (2025-presente)

### Ex componenti
- Manuel Signoretto – batteria (2002-2007)
- Matteo "Tino" Alberti – chitarra (2002-2007)
- Paolo Bovi – tastiere (2002-2006)

## Discografia

### Album in studio
- 2004 – Ti amo veramente
- 2006 – Quello che non ti ho detto
- 2008 – Sala d'attesa
- 2011 – Viva i romantici
- 2013 – Gioia
- 2015 – Passione maledetta
- 2019 – Testa o croce
- 2022 – Buona fortuna (parte terza)
- 2025 – 8 canzoni

### Album dal vivo
- 2014 – 2004-2014 - L'originale

### Raccolte
- 2010 – Le origini
- 2014 – Best - I primi grandi successi

## Partecipazioni a manifestazioni canore
- Festival di Sanremo (Rai 1)
  - 2005 – Non finalisti sezione "Giovani" con Riesci a innamorarmi
  - 2011 – 2º posto sezione "Artisti" con Arriverà, in duetto con Emma
  - 2013 – 3º posto sezione "Campioni" con Se si potesse non morire
  - 2023 – 11º posto con Lasciami
  - 2025 – 22º posto sezione "Campioni" con Non ti dimentico